# Landhockey vid olympiska sommarspelen 2016
Landhockey vid olympiska sommarspelen 2016 spelades mellan 6 och 20 augusti 2016 i Deodoro i Rio de Janeiro i Brasilien. Både herr- och damturneringarna innehöll 12 lag vardera.

## Medaljsammanfattning
| Landhockey                      | Guld | Silver | Brons |
| Damernas turnering Detaljer...  | Storbritannien | Nederländerna | Tyskland |
| Damernas turnering Detaljer...  | Maddie Hinch Laura Unsworth Crista Cullen Hannah Macleod Georgie Twigg Helen Richardson-Walsh Susannah Townsend Kate Richardson-Walsh Sam Quek Alex Danson Giselle Ansley Sophie Bray Hollie Webb Shona McCallin Lily Owsley Nicola White            | Joyce Sombroek Xan de Waard Kitty van Male Laurien Leurink Willemijn Bos Marloes Keetels Carlien Dirkse van den Heuvel Kelly Jonker Maria Verschoor Lidewij Welten Caia van Maasakker Maartje Paumen Naomi van As Ellen Hoog Margot van Geffen Eva de Goede      | Nike Lorenz Selin Oruz Anne Schröder Lisa Schütze Charlotte Stapenhorst Katharina Otte Janne Müller-Wieland Hannah Krüger Jana Teschke Lisa Altenburg Franzisca Hauke Cécile Pieper Marie Mävers Annika Sprink Julia Müller Pia-Sophie Oldhafer Kristina Reynolds |
| Herrarnas turnering Detaljer... | Argentina | Belgien | Tyskland |
| Herrarnas turnering Detaljer... | Juan Manuel Vivaldi Gonzalo Peillat Juan Ignacio Gilardi Facundo Callioni Lucas Rey Matías Paredes Joaquín Menini Lucas Vila Ignacio Ortiz Juan Martín López Juan Manuel Saladino Matías Rey Manuel Brunet Agustín Mazzilli Lucas Rossi Pedro Ibarra | Arthur Van Doren John-John Dohmen Florent van Aubel Sebastien Dockier Cédric Charlier Gauthier Boccard Emmanuel Stockbroekx Thomas Briels Felix Denayer Vincent Vanasch Simon Gougnard Loïck Luypaert Tom Boon Jérôme Truyens Elliot Van Strydonck Tanguy Cosyns | Nicolas Jacobi Mathias Müller Linus Butt Martin Häner Moritz Trompertz Mats Grambusch Christopher Wesley Timm Herzbruch Tobias Hauke Tom Grambusch Christopher Rühr Martin Zwicker Moritz Fürste Florian Fuchs Timur Oruz Niklas Wellen                           |

Denna tabell: visa • redigera

## Medaljtabell
| Pl.    | Nation         | Guld | Silver | Brons | Totalt |
| ------ | -------------- | ---- | ------ | ----- | ------ |
| 1      | Storbritannien | 1    | 0      | 0     | 1      |
| 1      | Argentina      | 1    | 0      | 0     | 1      |
| 3      | Belgien        | 0    | 1      | 0     | 1      |
| 3      | Nederländerna  | 0    | 1      | 0     | 1      |
| 5      | Tyskland       | 0    | 0      | 2     | 2      |
| Totalt | Totalt         | 2    | 2      | 2     | 6      |

### Fotnoter
1. ↑  ”Hockey” (på engelska). Australiens olympiska kommitté. februari 2014. http://www.fih.ch/files/Sport/General%20documents/2014-02%20-%20Rio%202016%20-%20Qualification%20System%20-%20FINAL%20-%20Hockey%20-%20EN.pdf. Läst 1 juli 2015.
2. ↑  Hockey Women
3. ↑  Hockey Men